# Erasmo Gattola
Erasmo Gattola, né à Gaète le 4 août 1662 et mort à l'Abbaye du Mont-Cassin le 1er mai 1734, est un érudit italien. Il entre à l'Abbaye du Mont-Cassin en 1676 et y est nommé archiviste des bénédictins vers 1687. Il est célèbre pour son Historia abbatiæ Cassinensis, per saeculorum seriem distributa publié en 4 volumes en Venise en 1733-1734.
Il a laissé une importante correspondance avec des érudits, notamment avec les Mauristes et Lodovico Muratori et a collaboré à la rédaction de l'Italia sacra (it) d'Ambrogio Lucenti .

## Biographie
Erasmo Gattola naquit en 1662 à Gaète. Admis à treize ans dans la congrégation du mont Cassin, il fut chargé des archives de cette célèbre abbaye, qu’il remit dans le meilleur ordre. Ses talents auraient pu l’élever aux premières dignités ecclésiastiques ; mais il y renonça pour se livrer entièrement à l’étude. Il était en correspondance avec les érudits les plus célèbres de son temps, tels que Bacchini, Ciampini, Mabillon, Ruinart, Montfaucon, etc., et il s’empressait de leur indiquer ou de leur fournir les notices et les documents dont ils avaient besoin pour leurs travaux. Il avait composé lui-même l’histoire des évêques et des abbés du Mont Cassin ; mais, ayant appris que le P. Ambrogio Lucenti devait publier un abrégé de l’Italia sacra d’Ughelli, il lui envoya son manuscrit, renonçant à l’honneur qu’il pouvait tirer d’un travail qui lui avait coûté plusieurs années de recherches et d’application. D. Gattola mourut en 1734, comme il venait de terminer l’ouvrage qui lui assure une place distinguée parmi les membres d’un ordre qui a rendu de si grandes services aux lettres : Historia abbatiæ cassinensis per saeculorum seriem distributa, Venise, 1733-34, in-fol., 4 tom. Le premier contient l’histoire de l’ancienne ville de Cassino ; le second, celle de l’abbaye qui l’a remplacée ; et les deux autres, outre les diplômes et les chartes concernant les privilèges, les domaines et la juridiction de cette fameuse abbaye, la notice des précieux manuscrits qu’on y conserve, au nombre de plus de six cents. La correspondance de D. Gattola, déposée à la bibliothèque du mont Cassin, n’en est pas un des moindres ornements. M. Valéry, dans sa visite à cette abbaye, a obtenu la permission d’en copier quarante lettres de Mabillon et de Montfaucon, et il avait le projet de publier ces lettres, qui honorent l’érudition française et peignent l’aimable simplicité de ces religieux.